# 1141
Il 1141 (MCXLI in numeri romani) è un anno  del XII secolo.

## Eventi
- 2 febbraio: Battaglia di Lincoln - Scontro tra le truppe di Stefano d'Inghilterra e quelle che combattevano a favore di Matilde d'Inghilterra.

## Nati
- 27 maggio - Eisai, monaco buddista giapponese († 1215)
- 20 settembre - Takakura, imperatore giapponese († 1181)
- Dositeo di Costantinopoli, arcivescovo ortodosso bizantino
- Nizami Ganjavi, poeta persiano († 1209)
- Malcolm IV di Scozia, re scozzese († 1165)
- Mo'inoddin Cishti, mistico indiano († 1236)
- Nijōin no Sanuki, poeta giapponese († 1217)

## Morti
- 22 gennaio - Andrej di Perejaslav e Volinia, principe russo (n. 1102)
- 11 febbraio - Ugo di San Vittore, teologo, filosofo e cardinale francese
- 13 febbraio - Béla II d'Ungheria, sovrano ungherese
- 28 febbraio - Elena di Borgogna, contessa (n. 1080)
- 13 aprile - Enghelberto II d'Istria, nobile tedesco
- 6 maggio - Geoffrey Rufus, politico e vescovo inglese
- 28 maggio - Aimerico de la Chatre, cardinale francese
- 10 giugno - Richenza di Northeim, regina e nobile tedesca
- 18 ottobre - Leopoldo IV di Babenberg, nobile tedesco (n. 1108)
- Alberico di Reims, filosofo, teologo e arcivescovo cattolico francese
- Guy de Lons, vescovo francese
- Yehuda Ha-Levi, rabbino, filosofo e poeta
- Ugo III di Campdavaine, nobile francese
- Imam al-Mazari, giurista e imam arabo (n. 1061)

## Calendario
| Calendario 1141 | Calendario 1141 | Calendario 1141 | Calendario 1141 | Calendario 1141 | Calendario 1141 | Calendario 1141 | Calendario 1141 | Calendario 1141 | Calendario 1141 | Calendario 1141 | Calendario 1141 | Calendario 1141 | Calendario 1141 | Calendario 1141 | Calendario 1141 | Calendario 1141 | Calendario 1141 | Calendario 1141 | Calendario 1141 | Calendario 1141 | Calendario 1141 | Calendario 1141 | Calendario 1141 | Calendario 1141 | Calendario 1141 | Calendario 1141 | Calendario 1141 | Calendario 1141 | Calendario 1141 | Calendario 1141 | Calendario 1141 | Calendario 1141 |
| --------------- | --------------- | --------------- | --------------- | --------------- | --------------- | --------------- | --------------- | --------------- | --------------- | --------------- | --------------- | --------------- | --------------- | --------------- | --------------- | --------------- | --------------- | --------------- | --------------- | --------------- | --------------- | --------------- | --------------- | --------------- | --------------- | --------------- | --------------- | --------------- | --------------- | --------------- | --------------- | --------------- |
|                 | 1               | 2               | 3               | 4               | 5               | 6               | 7               | 8               | 9               | 10              | 11              | 12              | 13              | 14              | 15              | 16              | 17              | 18              | 19              | 20              | 21              | 22              | 23              | 24              | 25              | 26              | 27              | 28              | 29              | 30              | 31              |                 |
| Gennaio         | Me              | Gi              | Ve              | Sa              | Do              | Lu              | Ma              | Me              | Gi              | Ve              | Sa              | Do              | Lu              | Ma              | Me              | Gi              | Ve              | Sa              | Do              | Lu              | Ma              | Me              | Gi              | Ve              | Sa              | Do              | Lu              | Ma              | Me              | Gi              | Ve              |                 |
| Febbraio        | Sa              | Do              | Lu              | Ma              | Me              | Gi              | Ve              | Sa              | Do              | Lu              | Ma              | Me              | Gi              | Ve              | Sa              | Do              | Lu              | Ma              | Me              | Gi              | Ve              | Sa              | Do              | Lu              | Ma              | Me              | Gi              | Ve              |                 |                 |                 |                 |
| Marzo           | Sa              | Do              | Lu              | Ma              | Me              | Gi              | Ve              | Sa              | Do              | Lu              | Ma              | Me              | Gi              | Ve              | Sa              | Do              | Lu              | Ma              | Me              | Gi              | Ve              | Sa              | Do              | Lu              | Ma              | Me              | Gi              | Ve              | Sa              | Do              | Lu              |                 |
| Aprile          | Ma              | Me              | Gi              | Ve              | Sa              | Do              | Lu              | Ma              | Me              | Gi              | Ve              | Sa              | Do              | Lu              | Ma              | Me              | Gi              | Ve              | Sa              | Do              | Lu              | Ma              | Me              | Gi              | Ve              | Sa              | Do              | Lu              | Ma              | Me              |                 |                 |
| Maggio          | Gi              | Ve              | Sa              | Do              | Lu              | Ma              | Me              | Gi              | Ve              | Sa              | Do              | Lu              | Ma              | Me              | Gi              | Ve              | Sa              | Do              | Lu              | Ma              | Me              | Gi              | Ve              | Sa              | Do              | Lu              | Ma              | Me              | Gi              | Ve              | Sa              |                 |
| Giugno          | Do              | Lu              | Ma              | Me              | Gi              | Ve              | Sa              | Do              | Lu              | Ma              | Me              | Gi              | Ve              | Sa              | Do              | Lu              | Ma              | Me              | Gi              | Ve              | Sa              | Do              | Lu              | Ma              | Me              | Gi              | Ve              | Sa              | Do              | Lu              |                 |                 |
| Luglio          | Ma              | Me              | Gi              | Ve              | Sa              | Do              | Lu              | Ma              | Me              | Gi              | Ve              | Sa              | Do              | Lu              | Ma              | Me              | Gi              | Ve              | Sa              | Do              | Lu              | Ma              | Me              | Gi              | Ve              | Sa              | Do              | Lu              | Ma              | Me              | Gi              |                 |
| Agosto          | Ve              | Sa              | Do              | Lu              | Ma              | Me              | Gi              | Ve              | Sa              | Do              | Lu              | Ma              | Me              | Gi              | Ve              | Sa              | Do              | Lu              | Ma              | Me              | Gi              | Ve              | Sa              | Do              | Lu              | Ma              | Me              | Gi              | Ve              | Sa              | Do              |                 |
| Settembre       | Lu              | Ma              | Me              | Gi              | Ve              | Sa              | Do              | Lu              | Ma              | Me              | Gi              | Ve              | Sa              | Do              | Lu              | Ma              | Me              | Gi              | Ve              | Sa              | Do              | Lu              | Ma              | Me              | Gi              | Ve              | Sa              | Do              | Lu              | Ma              |                 |                 |
| Ottobre         | Me              | Gi              | Ve              | Sa              | Do              | Lu              | Ma              | Me              | Gi              | Ve              | Sa              | Do              | Lu              | Ma              | Me              | Gi              | Ve              | Sa              | Do              | Lu              | Ma              | Me              | Gi              | Ve              | Sa              | Do              | Lu              | Ma              | Me              | Gi              | Ve              |                 |
| Novembre        | Sa              | Do              | Lu              | Ma              | Me              | Gi              | Ve              | Sa              | Do              | Lu              | Ma              | Me              | Gi              | Ve              | Sa              | Do              | Lu              | Ma              | Me              | Gi              | Ve              | Sa              | Do              | Lu              | Ma              | Me              | Gi              | Ve              | Sa              | Do              |                 |                 |
| Dicembre        | Lu              | Ma              | Me              | Gi              | Ve              | Sa              | Do              | Lu              | Ma              | Me              | Gi              | Ve              | Sa              | Do              | Lu              | Ma              | Me              | Gi              | Ve              | Sa              | Do              | Lu              | Ma              | Me              | Gi              | Ve              | Sa              | Do              | Lu              | Ma              | Me              |                 |